# ギュールズ

左半分が色彩による表現。右半分がペトラ・サンクタの手法による表現。

ギュールズ（英: 古仏: Gules、仏: Gueules）は、紋章学における赤色を表すティンクチャーであり、「原色 (colours) 」と呼ばれる種類のティンクチャーに属する。なお、ティンクチャーとは紋章学における紋様の要素である原色・金属色・毛皮模様の総称である。
古典的な白黒の印刷物や硬貨の刻印をはじめとする彫刻では色を表すことができないため、ペトラ・サンクタの方法 (System of Petra Sancta) と呼ばれる手法では、ギュールズは垂直の縦線の領域として表される。さもなくば gu. 又は g. といった省略形で示されることがある。
ギュールズは、次のものを表現するとされている。
- ルビー（宝石）
- 火星（天体） - 火星はさらに、伝統的な錬金術/神秘学の伝承において金属の鉄と関係している。

## 解説

### 語源
ギュールズという言葉は、ラテン語で「喉（のど）」を意味する gula を語源とする。このラテン語の単語に由来する古フランス語の gole 及び赤い毛皮の襟巻きを意味する gueules から 中英語の goules へ伝わったとする説、同じラテン語の単語を起源とする英語の食道、のど又は咽頭を意味する gullet から来る動物の口を表す言葉に由来しているという説がある。前者のほうが有力であるが、口と喉はいずれも赤であり、それゆえにこれは意味の転換である。紋章学の書物を著した者たちは、長らくこの言葉が赤い花をつけるバラを意味する gul というペルシア語の単語に由来し、十字軍の帰還によってもたらされたか、ムスリム・スペインを通じてヨーロッパにやって来たものであろうと思っていた。しかし、Brault によれば、この起源を支持する証拠はない。

### 適用例

アムステルダムの紋章のエスカッシャンは、ギュールズの地を持つ。

ポーランドの紋章学において、ギュールズは紋章の地の色として最も普及しているティンクチャーである。16世紀を通じ、ポーランドのすべての貴族のうちほぼ半分の紋章はギュールズを地とする紋章であり、その上に1つ以上のアージェントのチャージがあるものであった。
オランダのアムステルダムの紋章は、ギュールズの地にセーブルのペイル（紋章学の用語で縦帯のこと）が重ねられ、そこに3つのアージェントのサルタイアー（斜め十字）が描かれている。この配色は、原色に原色を重ねてはならないというティンクチャーの原則に反するものであるが、この斜め十字のおかげで視認性に問題はないとして指摘を免れている。また、中央ヨーロッパの一部地域ではセーブルを原色と見なさないこともあったため、そういった観点からもアムステルダムの紋章には問題がないとする説もある。